# Érase otra vez
Érase otra vez es una película del año 2000, escrita y dirigida por Juan Pinzás.
Fue la primera película española adscrita al movimiento Dogma 95.

## Trama
Un grupo de amigos de la universidad se reúnen diez años después en casa de uno de ellos para recordar tiempos pasados.

## Enlaces
- Página oficial de la película